# Драге (Эльба)
Драге (нем. Drage) — община в Германии, в земле Нижняя Саксония.
Входит в состав района Харбург. Подчиняется управлению Эльбмарш. Население составляет 3953 человека (на 31 декабря 2010 года). Занимает площадь 30,28 км².